# Персей (опера)
«Персей» (фр. Persée) — музыкальная трагедия Жана Батиста Люлли, написанная в 1682 году. Автор либретто — Филипп Кино, сюжет основан на одном из эпизодов поэмы Овидия «Метаморфозы». Премьера состоялась 18 апреля 1682 года в парижском театре Пале-Рояль.

## История
«Персей» — типично люллистская опера с прологом, прославляющим Людовика XIV и пятью действиями.
21 июля 1682 года представление «Персея» должно было состояться в Версале во Мраморном дворе, подобно «Альцесте» в 1674 году. В последний момент из-за плохой погоды спектакль перенесли в Манеж Большой Конюшни, декорированный по этому случаю Карло Вигарани.
19 августа 1682 года в Париже в честь рождения герцога Бургундского, внука Людовика XIV, давалось бесплатное представление «Персея». Всё время действия (шесть часов) для публики работал фонтан с вином.

## Действующие лица
| Роль | Голос                        | Исполнитель на премьере, 18 апреля 1682 года |
| --- | ---------------------------- | -------------------------------------------- |
| Персей, сын Юпитера и Данаи | о-контр                      | Луи Голар Дюмени                             |
| Андромеда, дочь Цефея | сопрано                      |                                              |
| Финей, брат Цефея | баритон                      | Франсуа Бомавьель                            |
| Меропа, сестра Кассиопеи | сопрано                      | Мари Ле Рошуа                                |
| Фроним, сопровождающий Добродетели |                              |                                              |
| Мегатим, сопровождающий Добродетели |                              |                                              |
| Добродетель |                              |                                              |
| Фортуна |                              |                                              |
| Цефей, царь Эфиопии | бас                          |                                              |
| Кассиопея, царица Эфиопии | меццо-сопрано                |                                              |
| Амфимедон, житель Эфиопии |                              |                                              |
| Кориф, житель Эфиопии |                              |                                              |
| Протенор, житель Эфиопии |                              |                                              |
| Циклоп |                              |                                              |
| Меркурий | о-контр                      |                                              |
| Медуза, Горгона | тенор                        |                                              |
| Эвриала, Горгона | тенор, дискант (выше Медузы) |                                              |
| Стенона, Горгона | баритон                      |                                              |
| Идас, моряк флота Цефея |                              |                                              |
| Главный жрец Гименея (wedding priest) |                              |                                              |
| Главный жрец |                              |                                              |
| Венера |                              |                                              |
| Амур |                              |                                              |
| Гименей |                              |                                              |
| Тритон, слуга Нептуна |                              |                                              |
| Свиты Добродетели и Фортуны, свита Кассиопеи, юные участники игр, зрители, нимфы войны, адские божества, фантомы, жители Эфиопии, тритоны и нереиды, победители (хор/балет) |                              |                                              |

## Содержание

### Пролог
Фроним и Мегатим сообщают о прибытии Добродетели. Добродетель появляется со своей свитой, в сопровождении Невинности и Невинных удовольствий. Добродетель напоминает, что Фортуна всегда остаётся грозной, и поёт о счастье, которое дарит невинная жизнь. Танцы. Появляется Фортуна и рассказывает Добродетели, что дело идёт к миру благодаря августейшему герою. Добродетель, Фортуна и их свиты славят героя, с танцами и песнями.

### Акт 1
Городская площадь, украшенная для игр в честь Юноны.
Цефей делится со своей супругой Кассиопеей опасениями, что ненависть Юноны, направленная на неё, не утихает, и что он не может защитить свой народ от Медузы. Кассиопея сокрушается, что посмела сравнить свою славу со славой богини, и надеется, что игры, которые она готовит в её честь, успокоят её гнев. Цефей надеется получить помощь Персея, сына Юпитера.
Кассиопея прочит свою сестру Меропу в жёны Персею, но он влюблен в Андромеду. Меропа ревнует, но скрывает это от Персея. Однако, оставшись одна, Меропа признаётся себе, что любит Персея.
Появляются Андромеда и Финей. Финей упрекает Андромеду в её склонности к Персею. Андромеда оправдывается: она старается избегать Персея.
Начинаются игры в честь Юноны. Вносят призы. Кассиопея, обращаясь к Юноне приносит извинения за свои ошибки. Игры начинаются с танцевальных состязаний. Праздник прерывается появлением трёх жителей Эфиопии, один из них, Амфимедор, сообщает, что несколько несчастных вновь превращены в камни Медузой. Хор горестно поёт о том, что все помыслы направлены на избавление от несчастья.

### Акт 2
Сады дворца Кефея
Персей вернулся ко дворцу, и Медуза ушла. Кассиопея огорчена, что не удалось смягчить Юнону.
Финей просит Цефея отдать ему Андромеду в жены и сомневается, что Персей — сын Юпитера. Цефей отказывает: Персей берётся избавить его от Медузы, за это герою обещана Андромеда.
Андромеда случайно выдаёт себя Меропе: она уже не может противостоять доблести Персея. Меропа и Андромеда признаются друг другу, что влюблены в него, и обе пребывают в тревоге за героя, подвергающегося опасности.
Перед боем с Медузой Персей встречается с Андромедой и говорит ей о своей любви. Девушка отвечает, что обещана Финею, но Персей узнаёт о её истинных чувствах. Опасаясь исхода сражения не в пользу возлюбленного, Андромеда тщетно пытается удержать Персея.
Меркурий, прибыв из подземного царства, объявляет Персею, что боги, несмотря на противодействие Юноны, помогут ему.
Циклопы передают Персею от Вулкана меч и крылатые сандалии, подобные сандалиям Меркурия.
Нимфы войны приносят Персею от Паллады алмазный щит.
Адские божества выходят из преисподней, одно из них подносит Персею шлем Плутона. Меркурий с хором желает ему победы.

### Акт 3
Появляются три Горгоны: Медуза, Эвриала, Стенона.
Медуза оплакивает свою красоту, утраченную из-за ревности Паллады, но утешается, что у неё осталась сила смертоносного взгляда. Неожиданно появляется Меркурий. Медуза считает, что она понадобилась богам, однако Меркурий сообщает ей, что она может мирно спать. Он касается кадуцеем Горгон, и они засыпают.
По совету Меркурия, Персей отрубает Медузе голову во время сна: так он уклоняется от её взгляда. Персей, пользуясь своим щитом как зеркалом, обезглавливает Медузу и прячет её голову в шарф.
Эвриала и Стенона просыпаются, они хотят отомстить за смерть сестры, но Персей невидим для них благодаря своему шлему.
Меркурий заставляет обеих Горгон и чудовищ, зародившихся из крови Медузы, спуститься в Ад.

### Акт 4
Скалистый берег моря.
Жители Эфиопии поют хвалу победителю Медузы.
Лишь Финей и Меропа не разделяют радость окружающих. Меропа жалуется на равнодушие Персея, Финей завидует его славе. На море начинается буря.
Юнона послала морское чудовище, которому должна быть принесена в жертву Андромеда. Девушку приковывают к скале, эфиопы оплакивают царевну, но Персей готов спасти её. Финей радуется — пусть Андромеда умрёт, лишь бы она не досталась Персею.
Персей сражается с чудовищем, убивает его и освобождает Андромеду.
Хор подданных Цефея славит Персея и радуется счастливому избавлению Андромеды.

### Акт 5
Приготовления к свадьбе Персея и Андромеды.
Меропа призывает смерть, чтобы прекратить свои страдания.
Финес сообщает ей, что Ирида передала ему желание Юноны отомстить, и он намерен силой отобрать Андромеду у Персея.
Начинается свадебная церемония, Верховный жрец Гименея желает счастья новобрачным.
Меропа прерывает его, предупреждая Персея, что Финей и его солдаты собираются напасть на него. Персей готов сразиться с ними.
Финей и солдаты нападают на Персея.
Во время боя Андромеда и Кассиопея взывают к помощи богов.
Цефей сообщает Кассиопее, что Меропа смертельно ранена, и он опасается поражения Персея.
Персей вынимает голову Медузы: Финей и его спутники каменеют под взглядом мёртвой Горгоны.
Венера спускается с небес, она объявляет, что жителям Эфиопии больше нечего бояться, Юнона более не гневается на них. Цефей, Кассиопея, Персей и Андромеда возносятся на небо, где они всегда будут пребывать в окружении звёзд.

## Записи
В 2004 году компанией Opera Atelier была осуществлена видеозапись постановки Elgin and Winter Garden Theatres в Торонто (режиссёр — Маршалл Пинковски, дирижёр — Эрве Нике). Партии исполняли: Сирил Овити (Персей), Мари Ленорман (Андромеда), Стефани Новачек (Кассиопея), Моника Уичер (Меропа), Оливье Лакер (Цефей / Медуза, партия Медузы была транспонирована с F до E-moll), Ален Кутомбе (Финей) и Колин Эйнсворт (Меркурий).